# Castillo de Burgos
Castillo de Burgos är ett slott i Burgos i Spanien.
Slottet uppfördes vid okänd tidpunkt, men existerade åtminstone från 865 och framåt. Slottet var ett av huvudresidensen för monarkerna av kungariket Kastilien, vars huvudstad var Burgos. Det förstördes till stora delar år 1813, när den franska armén sprängde slottet efter ett franskt militärt tillbakadragande. 

## Bilder

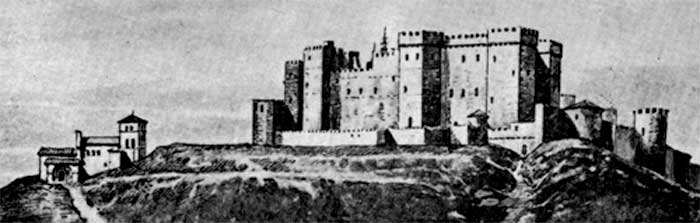
Helhetsbild av slottet.